# Brain on Fire (film)
Brain on Fire is een biografische dramafilm uit 2016 geregisseerd en geschreven door de Ierse regisseur Gerard Barrett. De film is gebaseerd op Susannah Cahalans memoires Brain on Fire en heeft hoofdrollen voor Chloë Grace Moretz, Jenny Slate, Thomas Mann, Tyler Perry, Carrie-Anne Moss en Richard Armitage.

## Verhaal
De film volgt een journaliste van de New York Post die aan een mysterieuze ziekte begint te lijden. Na door vele artsen uitgebreid te zijn onderzocht, is ze gediagnosticeerd als psychotisch. Zonder de inzet en vaardigheden van de Syrisch-Amerikaanse neuroloog Souhel Najjar zou ze zijn opgenomen op de psychiatrische afdeling van een ziekenhuis en waarschijnlijk zijn overleden aan een hersenontsteking. De neuroloog is echter in staat haar zeldzame ziekte te diagnosticeren en te behandelen.